# Anatolien-Hypothese
Die Anatolien-Hypothese sah den Ursprung der indogermanischen Sprachen in Kleinasien (historisch „Anatolien“ genannt) und ihre Ausbreitung zusammen mit der Neolithischen (Jungsteinzeitlichen) Revolution. Sie wurde in den späten 1980er Jahren vom britischen Archäologen Colin Renfrew formuliert, der sie inzwischen jedoch mehrfach modifizierte.

## Archäologischer Hintergrund
Über die Ausbreitung der indogermanischen Sprachen bestehen unterschiedliche Hypothesen. Der Anatolien-Hypothese ging in den 1950er Jahren die Kurgan-Hypothese von Marija Gimbutas voraus, die von Renfrew kritisiert wird.
Renfrew betont im Gegensatz zu Gimbutas, dass raumgreifende Neuankömmlinge (Immigranten) im Zuge der Kolonisierung Europas Fähigkeiten und Fertigkeiten mitgebracht haben müssen, die sie der vorhandenen Urbevölkerung überlegen gemacht haben. Es habe in der Ur- und Frühgeschichte nur ein Ereignis gegeben, das eine grundlegende Veränderung der Lebensbedingungen erbracht habe: die Entwicklung der Landwirtschaft, genauer des Ackerbaus und der Viehzucht.
Anbau von Einkorn, Emmer und Gerste sowie die Domestizierung von Schaf und Ziege lassen sich mit Beginn des präkeramischen Neolithikums zuerst im Nahen Osten, speziell im Südosten Anatoliens und Obermesopotamien belegen.
In seiner Darstellung von 2003 geht Renfrew von einer graduellen Einwanderung der indoeuropäischen Sprachen aus, auch Indo-hethitisches Modell genannt. Die modifizierte Hypothese integriert vor allem neueste Erkenntnisse zur Genetik europäischer Populationen (Ausbreitung von Haplogruppen);
1. seit 6.500 v. Chr. sei die neolithische Expansion aus Anatolien über die Balkanhalbinsel (Starčevo-Kultur, Körös-Cris-Kultur) bis zur mitteleuropäischen Bandkeramik erfolgt;[4]
2. gegen 5.000 v. Chr. sei mit der Ausbreitung kupferzeitlicher Kulturen eine Dreiteilung indogermanischer Sprachen auf dem Balkan erfolgt, mit Aufspaltung in einen nordwesteuropäischen Zweig (Donauraum), einen Balkan-Zweig und einen östlichen Steppenzweig (Vorfahren der Tocharer).
3. erst nach 3000 v. Chr. sei die Aufspaltung der Sprachfamilien vom Urindogermanischen (Griechisch, Armenisch, Albanisch, Indoiranisch, Baltoslawisch) erfolgt.

## Argumente für die Anatolien-Hypothese
Die von Anatolien ausgewanderten Träger der Neolithischen Revolution haben sicher ihre eigene Sprache mitgebracht. Nach allem, was wir wissen, war es jedoch nicht die indogermanische Sprache, sondern lebt in den vielen bisher nicht befriedigend erklärten Substratwörtern weiter.

## Argumente gegen die Anatolien-Hypothese

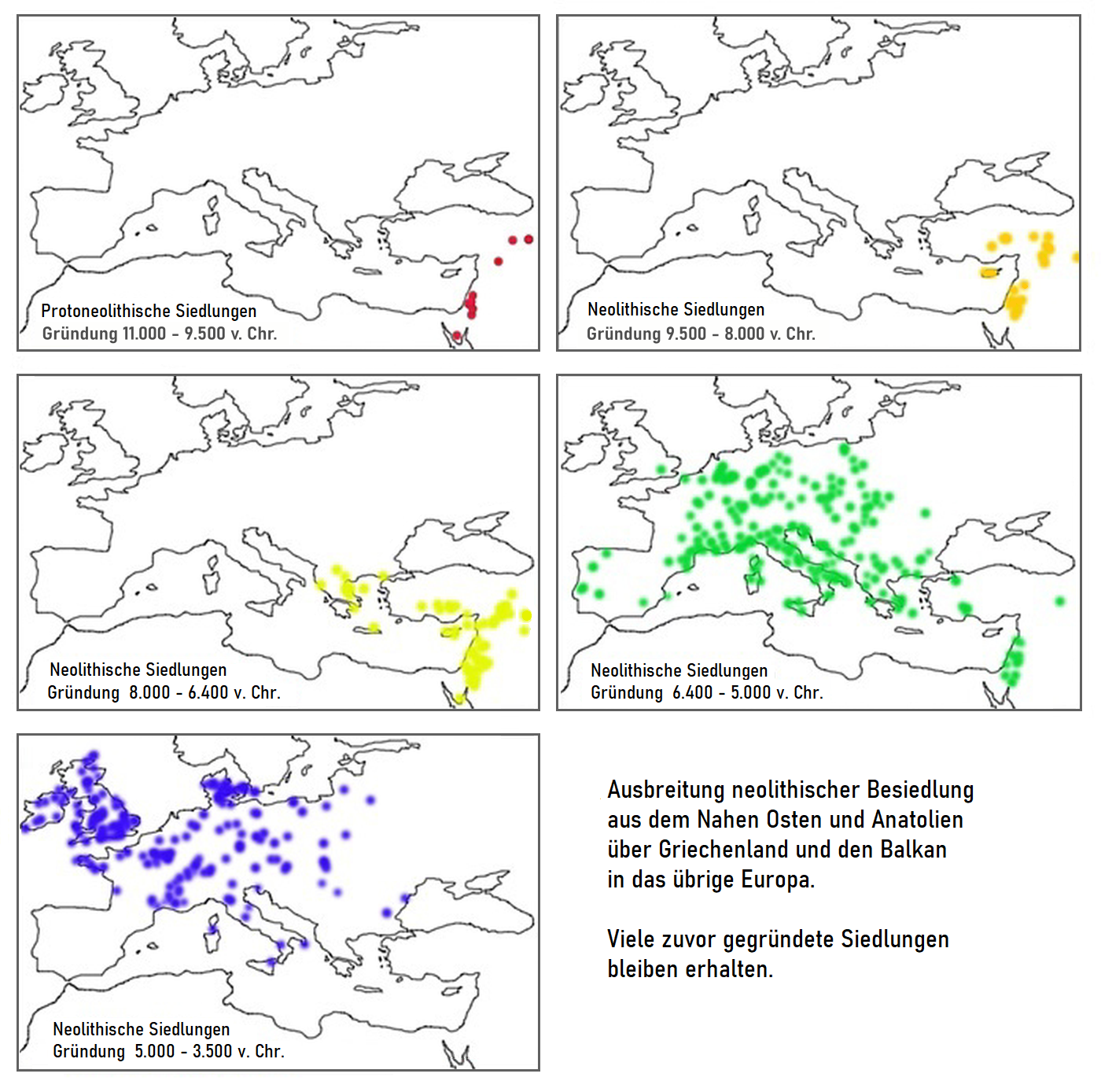
Die Ausbreitung der Neolithischen Kulturen ausgehend vom südöstlichen Mittelmeerraum in den Nordwesten Europas.
11.000 bis 9500 v. Chr.
9500 bis 8000 v. Chr.
8000 bis 6400 v. Chr.
6400 bis 5000 v. Chr
5000 bis 3500 v. Chr.

Der Hypothese Renfrews stehen folgende Argumente entgegen:
- Für die Frühgeschichte konnten Einwanderungen in bestimmte Gebiete mit Auswirkung auf die Bevölkerungszusammensetzung gezeigt werden, bei denen sich die Sprache der Einwanderer (Immigranten) durchsetzte, aber die Kultur der autochthonen Einheimischen weiter vorherrschte und höchstens weiterentwickelt wurde. Beispiele sind insbesondere der deutschsprachige Bereich des Römischen Reiches sowie im Gebiet des heutigen Ungarn und in Nordafrika (die Römer übernahmen die punische Landwirtschaft und die Araber die byzantinische). Im Gegensatz dazu konnten Eroberungen großer Gebiete auch mit relativ kleinen Heeren erfolgen, wie die Beispiele der Westgoten in Spanien, der Vandalen in Afrika oder der Langobarden in Italien zeigen.
- Nach archäologischen Erkenntnissen setzt sich im Nahen Osten ab etwa 7000 v. Chr. und verzögert in Mitteleuropa die Landwirtschaft durch. In früh neolithisierten Regionen in Spanien (s. z. B. Los-Millares- und El-Argar-Kultur), Italien und Griechenland (hier vor Einwanderung von Balkanindogermanen in frühhelladischer Zeit) stoßen Träger der indogermanischen Sprache auf seit längerem dort ansässige nichtindogermanische Völker mit entwickelter Landwirtschaft. Renfrews Theorie liefert auch keine Erklärung für die nichtindogermanischen Sprachinseln, die teilweise erst im Neolithikum besiedelt wurden, wie auf der Apenninen-Halbinsel, in der Ägäis, auf den Inseln Kreta und Zypern und bei der vor-indogermanischen Bevölkerung in Griechenland, den Pelasgern (in antiken Quellen).
- In Kleinasien waren zudem im Zentrum die Hattier, im Osten die Hurriter und im Süden die Semiten bereits vor Ausbreitung der Hethiter ansässig und betrieben Landwirtschaft. Später wurde sie dort von den Hethitern übernommen. In Indien betrieben die Menschen der dem indogermanischen Vordringen zeitlich vorangehenden (früher für dravidisch, heute eher austroasiatisch angesehenen) Induskultur von Harappa und Mohenjo-Daro damals ebenfalls bereits Landwirtschaft. Im Südosten sprachen auch die Kulturvölker der Sumerer und Elamiter klar nicht-indogermanische Sprachen (abgesehen von den Semiten). Wenn um 1500 bis 2000 v. Chr. höchstens kleine Teile Kleinasiens indogermanisch waren, so fällt der landwirtschaftliche Kulturvorteil und der Vorteil der größeren Bevölkerung der Indogermanen weg. So war auch im Mitanni-Reich die Oberschicht zwar indogermanisch (aufgrund überlieferter Namen), doch die breite Bevölkerung sprach wie in Nuzi hurritisch. Die Ausbreitung der indogermanischen Ursprache nach Persien, Indien und West-Turkestan (Tocharisch) von Anatolien aus aufgrund einer Bevölkerungsexplosion infolge vorhandener landwirtschaftlicher Techniken der Indogermanen wird damit unplausibel, jedoch nicht ausgeschlossen, da auch religiöse oder politische Gegebenheiten zu einer Verbreitung der Sprache geführt haben könnten.

## Synthese – Genetische Forschungen
Der Populationsgenetiker Luigi Cavalli-Sforza publizierte eine Synthese der Anatolien-Hypothese Renfrews mit der Kurgan-Hypothese Gimbutas’. Seiner Ansicht nach hätten Bauern ein altertümliches Indogermanisch aus Anatolien mitgebracht und in Europa verbreitet; in einer zweiten Welle hätten sich die restlichen indogermanischen Sprachen aus dem Kurgan-Gebiet verbreitet.
Cavalli-Sforza legt drei archäogenetische Hauptinterpretationen an untersuchtem humangenetischen Material, des „genetischen Tableaus von Europa“, vor:
1. eine erste, die vermutlich mit der Ausbreitung des Ackerbaus aus dem Nahen Osten zusammenhängt,
2. eine zweite, die eine Variation von Norden nach Süden zeigt (also eine Korrelation zum Klima zulässt) und möglicherweise mit der Ausbreitung der uralischen Sprachfamilie zu verbinden ist,
3. eine dritte, die eine Expansion von der Kurgan-Region ausgehend beschreibt und mit der Ausbreitung der indogermanischen Sprachen in Verbindung bringt und sich auf die erste mit dem Ackerbau, siehe oben, bezieht.

Wie Luigi Cavalli-Sforza anhand einer Vielzahl an humangenetischen Untersuchungen zeigen will, handelt es sich bei seiner Hypothese um keine singuläre. Die Einführung von Ackerbau und Viehzucht steht im Zusammenhang mit wesentlich höheren Bevölkerungsdichten (Faktor 10–50) und einer zeitlichen Bevölkerungsexplosion. Das lässt sich an unterschiedlichen Stellen nachweisen – etwa in Nordchina als Folge des Hirseanbaus und in Südchina für Reis – und mit den Daten von archäogenetischen Untersuchungen des menschlichen Genmaterials korrelieren. Die Verbindung seiner ersten Hauptinterpretation mit der Ausbreitung der Ackerbaukultur scheint auf der Hand zu liegen. Und die Gegenthese, die Ackerbaukultur sei nicht notwendigerweise zugleich auch Träger einer spezifischen Sprachfamilie gewesen, wird von ihm als wenig plausibel angesehen. Allerdings müsse diese Sprachfamilie nicht mit dem Indogermanischen zu identifizieren sein; es könne sich ebenso gut um jedes ansonsten ausgestorbene linguistische Substrat handeln. Außerdem könne die Ausbreitung der Landwirtschaft in Südasien nicht mit der indogermanischen Sprache in Verbindung gebracht werden.
Die Arbeiten von Professor Johannes Krause am Max-Planck-Institut für evolutionäre Anthropologie erbrachten nach 2014 über aDNA-Analysen den Nachweis, dass die erste Migrationswelle aus Anatolien den Ackerbau nach Europa brachte [Early European Farmers], und die vormaligen Jäger und Sammler [Western Hunter Gatherer] in Süd-, Mittel- und Westeuropa nahezu vollständig ersetzten. Schon diese ersten Bauern können Träger einer indogermanischen Sprache gewesen sein, die sich um 9000 v. Chr. in Mitteleuropa festsetzte und archäologisch mit der Linearbandkeramik korreliert. Etwa um 4500 v. Chr. lässt sich jedoch eine zweite Migrationswelle feststellen, deren genetischen Merkmale auf die Jamnaja-Kultur hinweisen [Ancient North Eurasians]. Diese Welle aus Osteuropa hat zumindest in Mitteleuropa die vormaligen Siedler nahezu vollständig ersetzt, und ist archäologisch mit der Schnurkeramik korreliert. In Nordeuropa finden sich dabei noch Anteile der vorherigen Jäger- und Sammler, die etwa bei Esten einen Anteil von 50 % im Erbgut ausmachen. Der Befund stützt in der Verortung der Indogermanen sowohl die Kurgan-Hypothese als auch die Anatolien-Hypothese.